# Dama celiae
Dama celiae ist eine ausgestorbene Art der Damhirsche. Sie trat im späten Mittelpleistozän vor 375.000 bis 300.000 Jahren in den zentralen Bereichen der Iberischen Halbinsel auf. Bekannt ist sie über mehrere Geweihreste von verschiedenen archäologischen und paläontologischen Fundstellen im Tal des Manzanares. Es handelt sich um einen großen Vertreter der Damhirsche. Charakteristisches Merkmal bildet das Geweih, das im Gegensatz zu den heutigen Arten nicht schaufelförmig verbreitert war, sondern je Stange nur zwei Enden aufwies. Damit gehört Dama celiae möglicherweise zur Endform einer speziellen Entwicklungslinie der Damhirsche, die parallel zu jener aus Vertretern mit schaufelartigen Geweihen verlief. Verbunden mit den Resten waren auch altsteinzeitliche Funde von Steingeräten früher Menschen, die auf eventuelle Interaktionen schließen lassen. Die Art wurde im Jahr 2023 wissenschaftlich eingeführt.

## Merkmale

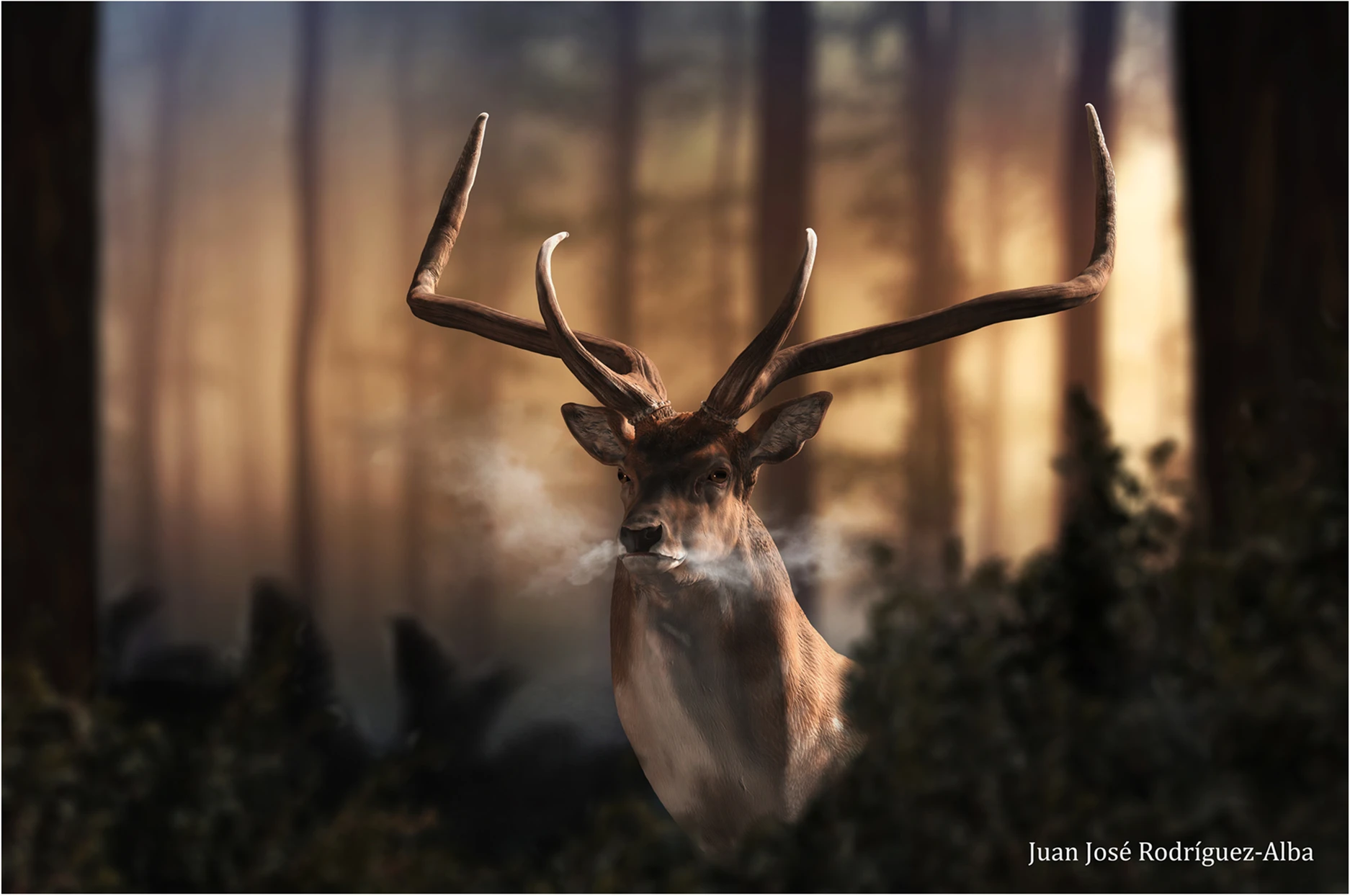
Lebendrekonstruktion von Dama celiae

Dama celiae repräsentiert einen mittelgroßen Vertreter der Hirsche. Bisher sind für die Art mehrere Geweihstangen und einzelne Elemente des Körperskelettes belegt. Vor allem das Geweih, das bei den Hirschen in der Regel von den männlichen Tieren getragen wird, ist charakteristisch aufgebaut und daher taxonomisch relevant. Es saß oberhalb der Orbita, ein markantes Merkmal der Cervinae, während es im Vergleich dazu bei den Capreolinae, also den Trughirschen, deutlich weiter nach hinten auf den Hirnschädel verlagert ist. Bei Dama celiae bestand das Geweih aus einer langen Hauptstange, die auffallend länger war als im Vergleich zu den Muntjakhirschen (Muntiacini) und so weitgehend nur bei den Echten Hirschen (Cervini) vorkommt. Von der Rose an verlief die Stange rückwärts gerichtet und schwang dann seitwärts aus. Kurz oberhalb der Rose war als Abzweig lediglich der Augspross ausgebildet. Die sehr niedrige Lage des Augsprosses ist typisch für Damhirsche (Dama), kommt aber auch bei den näher verwandten, jedoch deutlich größeren Riesenhirschen  (Megaloceros) vor. Der Augspross von Dama celiae konnte äußerst groß werden und orientierte sich zuerst nach vorn horizontal, dann jedoch aufwärts. Die Enden zeigten mitunter nach innen. Damhirsche mit schaufelartigen Geweihen verfügen meist über kleine Augsprosse. Weitere Gabelungen kamen nicht vor, wodurch das Geweih insgesamt nur zwei Enden aufwies. Dies ist ein deutlicher Unterschied zu den drei- oder vierendigen Geweihen einiger ausgestorbener Damhirsche wie bei Dama philisi und Dama nestii beziehungsweise zu den schaufelartig erweiterten Strukturen wie bei Dama clactoniana oder beim rezenten Damhirsch (Dama dama). Unter den heutigen Hirschen erinnert das Geweih von Dama celiae ein wenig an jenes der Leierhirsche (Panolia), doch zeigt dieses einen anderen Krümmungsverlauf und es kommen zusätzliche kleinere Sprossen und Zacken vor. Die Geweihstange wies bei Dama celiae kurz oberhalb der Rose einen ovalen Querschnitt von 6,5 bis 7,1 × 4,3 bis 5,7 cm auf. Die Rose selbst war breiter mit Werten von bis zu 7,6 × 6,1 cm. Das längste erhaltene Geweih maß 62 cm über die Krümmung, die Oberkante des Abzweigs des Augsprosses saß rund 3,2 bis 5,6 cm oberhalb der Rose. Die Rosenstöcke, also die knöchernen Zapfen, auf denen die Geweihe anhaften, erreichten bis zu 1,9 cm Länge und standen parallel zueinander auf dem Schädel.
Neben den Geweihen wurden noch einzelne Schulterblätter sowie Reste der Speiche und des Mittelfußknochens gefunden. Sie zeigen weitgehend die typischen, von den Damhirschen bekannten Merkmale. Die Funde verweisen aber auf ein gegenüber den heutigen Damhirschen recht großes Tier. Die beiden rezenten Arten wiegen zwischen 35 und 140 kg.

## Fossilfunde

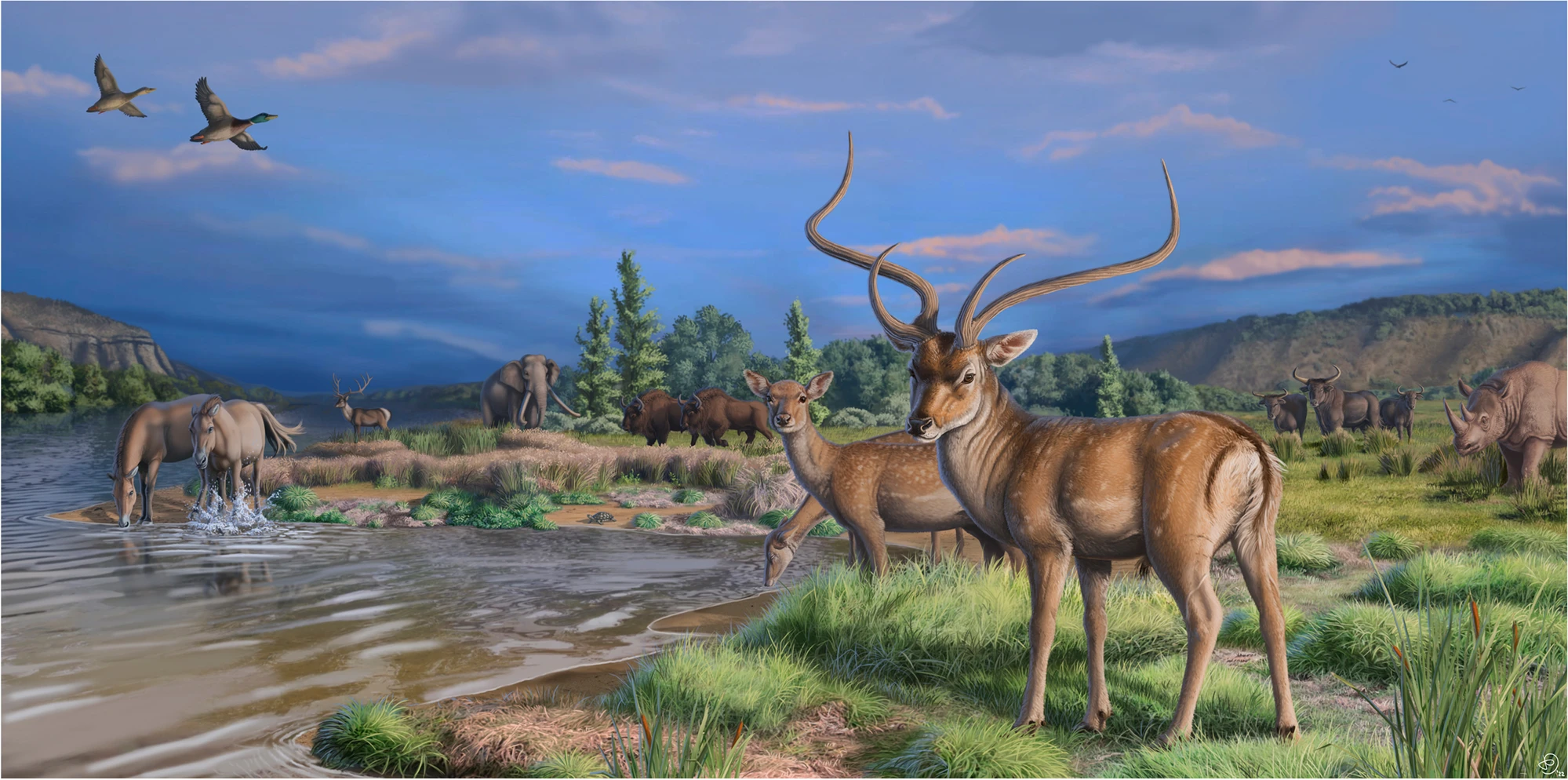
Landschaftsrekonstruktion des Tales des Manzanares im Mittelpleistozän mit Dama celiae

Reste von Dama celiae sind von mehreren archäologischen und paläontologischen Fundstellen in der Umgebung von Madrid bekannt. Sie verteilen sich im Tal des Manzanares. Die bedeutendste davon ist die ehemalige Sandgrube Pedro Jaro I südöstlich der spanischen Hauptstadt. Die Fundstelle erbrachte neben dem Holotypen und weiteren Geweihfragmenten von Dama celiae auch Funde von Wildpferden, des Europäischen Wildesels, Steppennashorns, möglicherweise auch von einem Vertreter der Riesenhirsche und einigen weiteren Angehörigen der Rinder. Nahebei befindet sich Orcasitas, ebenfalls eine Sandgrube. Von hier stammen mehrere Stangenbruchstücke von Dama celiae. Als weitere Faunenreste wurden der Europäische Waldelefant, Wildpferd, Auerochse, eventuell eine Form der Rehe und eine verzwergte Art der Riesenhirsche dokumentiert. Einzelne weitere Stücke kamen zudem aus Transfesa und Manuel Soto zu Tage, die etwas flussauf liegen. Alle Fundlokalitäten sind in die 25- bis 30-m-Terrasse des Manzanares eingebettet, eine von 13 Flussterrassen, die sich zwischen 5 und 95 m oberhalb des Flussbettes erheben und im Laufe der schwankenden Klimaverhältnisse und damit des Wasserhaushaltes im Pleistozän entstanden. Aus geomorphologischer Sicht formierte sich die 25- bis 30-m-Terrasse im späten Mittelpleistozän, sie korrespondiert in etwa mit den Sauerstoff-Isotopenstufen (OIS oder MIS) 10 bis 9, was dem Zeitraum von vor 375.000 bis 300.000 Jahren entspricht. Die Landschaft der damaligen Zeit bestand laut Pollenanalysen aus grasbewachsenen Überflutungsebenen und bewaldeten Hängen. Da Dama celiae bisher lediglich aus dem zentralen Bereich der Iberischen Halbinsel überliefert ist, besteht die Annahme, dass die Damhirschart möglicherweise endemisch war, ähnlich wie es auch für den kleinen Riesenhirsch aus Orcasitas postuliert wird.

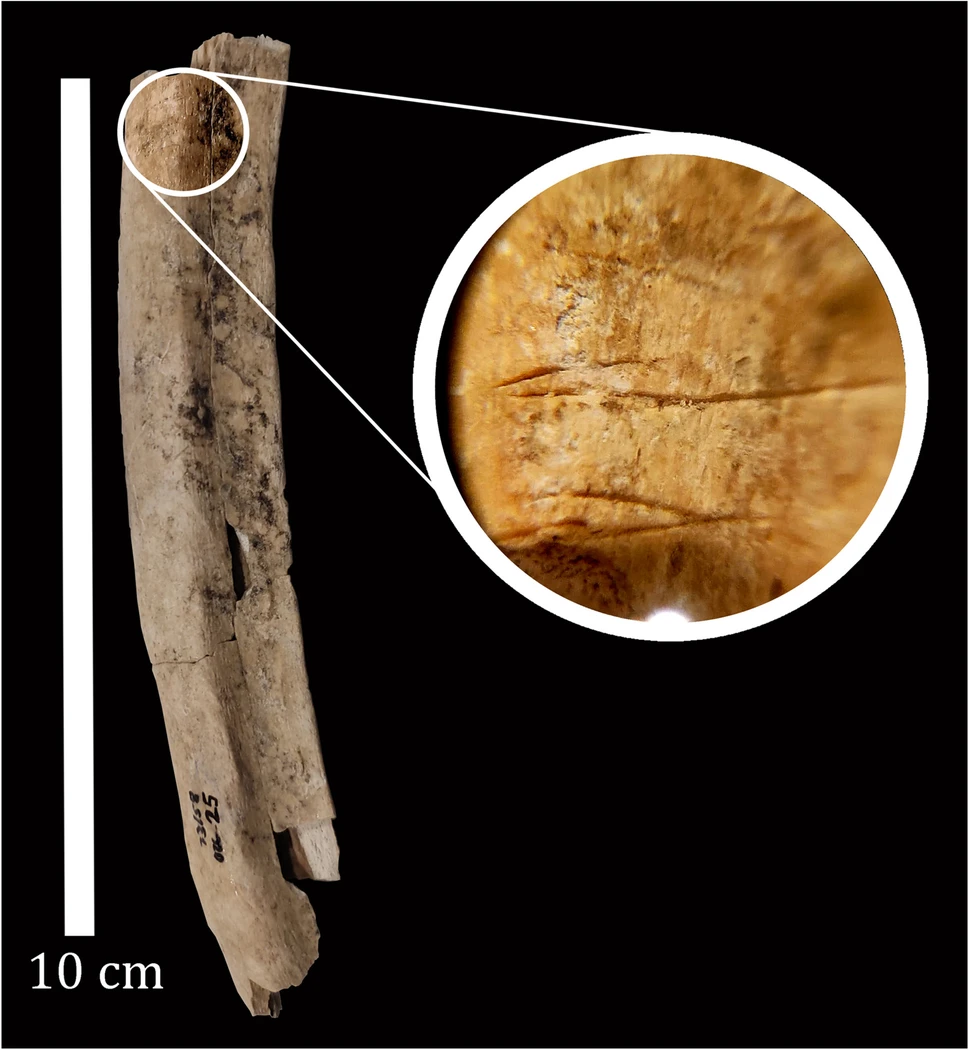
Schnittmarken auf einer Hirschrippe, möglicherweise von Dama celiae

Assoziiert mit den Faunenresten war auch eine reichhaltige Industrie an Artefakten aus Feuerstein des frühen Menschen. In Pedro Jaro I beläuft sich dies auf rund 448 Objekte, in Orcasitas auf 96. Sie setzt sich aus Abschlägen, Kernen und modifizierten Geräten zusammen. Letztere schließen Faustkeile, einzelne Picks und Cleaver sowie kantenbearbeitete Stücke wie gebuchtete oder gezähnte Objekte ein. Typologisch können die Artefakte dem entwickelten Acheuléen zugeordnet werden. Die Anwesenheit von Dama celiae und dem frühen Menschen an beiden Fundstellen impliziert eine mögliche Interaktion. Einzelne Säugetierreste tragen Schnittmarken, die auf menschliche Manipulation der Knochen hindeuten. Hierzu zählt auch die Rippe eines Hirsches von Orcasitas, deren Verweis zu Dama celiae jedoch nicht eindeutig ist.

## Systematik
Dama celiae ist eine ausgestorbene Art aus der Gattung der Damhirsche (Dama) und der Familie der Hirsche (Cervidae). Die Gattung wiederum gehört innerhalb der Hirsche zur Unterfamilie der Cervinae und der Tribus der Echten Hirsche (Cervini). Die Damhirsche umfassen heute mit dem Europäischen Damhirsch (Dama dama) und dem Mesopotamischen Damhirsch (Dama mesopotamica) zwei rezente Vertreter. Beide Arten zeichnen sich durch ihr komplexes, schaufelartiges Geweih aus. Aus anatomischer Sicht gehören die Damhirsche zu den Angehörigen der Cervinae, die eine der deutlichsten Schädelüberprägungen erfuhren. Als charakteristisch können der gestreckte Hirnschädel und die gewölbten Scheitelbeine, ebenso wie die großen Orbita und die aufgeblähten Paukenblasen auf der Schädelunterseite genannt werden. Das Geweih selbst ist aufgrund seiner Struktur als deutlich entwickelt anzusehen. Es erhebt sich auf kurzen Rosenstöcken, die parallel zueinander stehen. Molekulargenetisch stehen die Damhirsche einer Klade aus den Edelhirschen (Cervus), dem Davidshirsch (Elaphurus) und den Leierhirschen (Panolia) als Schwestergruppe gegenüber. Die Trennung dieser Gruppe erfolgte möglicherweise schon im Oberen Miozän vor etwa 10 bis 9 Millionen Jahren. Den genetisch nächsten Verwandten stellen allerdings die ausgestorbenen Riesenhirsche (Megaloceros) dar.

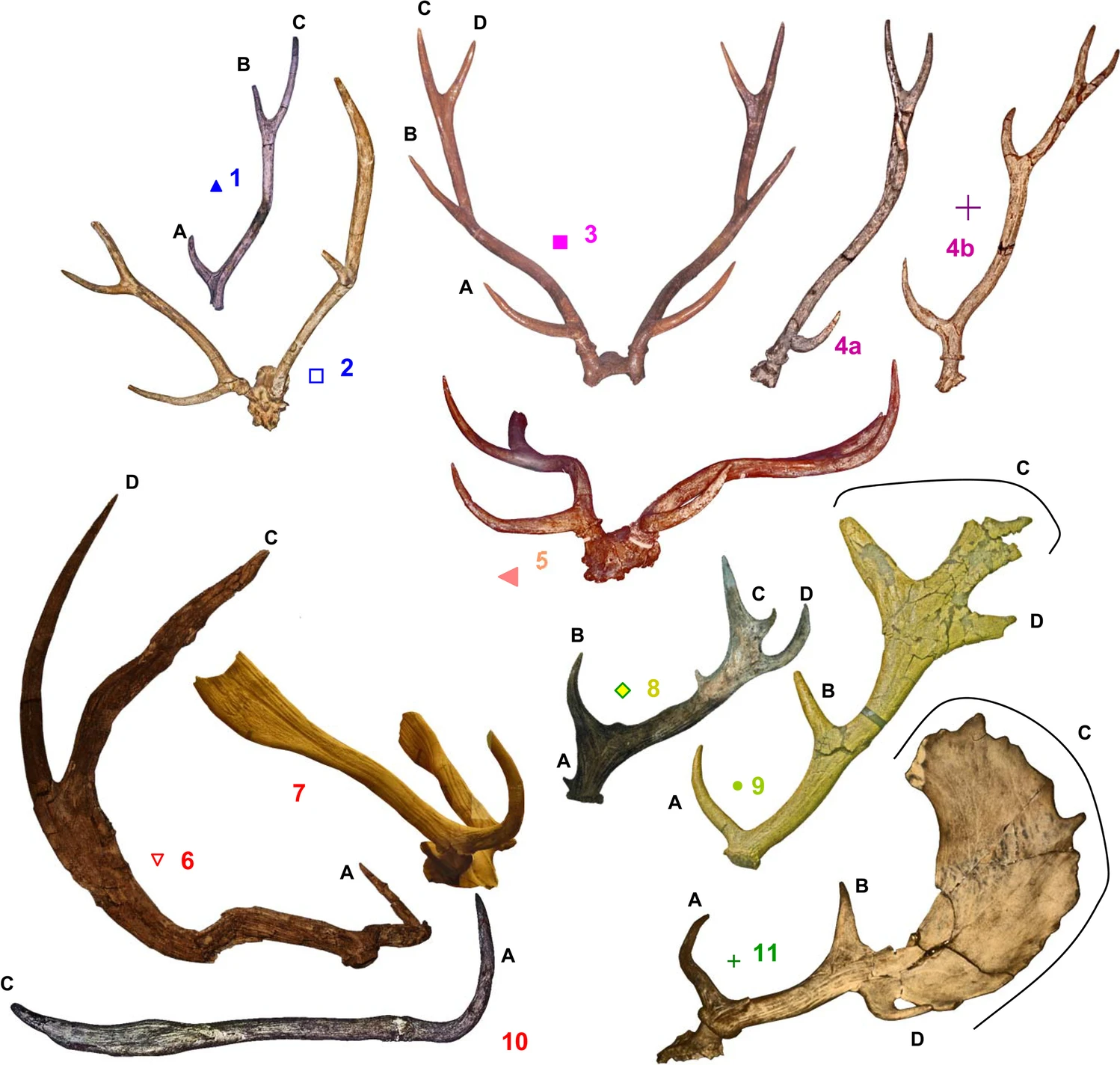
Geweihreste verschiedener Vertreter der Damhirsche

In ihrer fossilen Vergangenheit war die Gattung Dama deutlich vielgestaltiger. Die ältesten Funde reichen bis in das ausgehende Pliozän zurück. Die genaue systematische Zuordnung der frühesten Vertreter ist aber nicht ganz eindeutig. Es lassen sich zwei Entwicklungslinien innerhalb der Damhirsche unterscheiden. Die eine besteht aus Formen mit drei oder vierendigen Geweihen. Zu ihnen gehören einige der frühesten Vertreter wie Dama philisi und Dama nestii. In der Regel zweigte sich bei diesen neben dem Augspross auch der Mittelspross von der Geweihstange ab und es bildete sich zusätzlich ein zweispitziges Ende heraus. Verschiedentlich kam es aber auch zur Reduktion des Mittelsprosses. Dies ist unter anderem bei späteren Formen wie Dama roberti und Dama vallonnetensis der Fall. Bei diesen plattete sich das Geweih im oberen Abschnitt zusätzlich charakteristisch ab. Es kann jedoch trotz dieser Unterschiede angenommen werden, dass Dama celiae in naher Beziehung zu diesen beiden Vertretern steht und möglicherweise die Terminalform dieser Linie repräsentiert. Die typischen schaufelartigen Geweihe, wie sie auch bei den heutigen Damhirschen vorkommen, sind wiederum das Kennzeichen der zweiten Entwicklungslinie. Bei ihnen nahm zudem der Augspross deutlich an Größe ab. Als wahrscheinlicher Ausgangspunkt der Linie kommt Dama peloponesiaca aus dem frühen Mittelpleistozän in Betracht, möglicherweise reicht er aber mit Dama pontica bis in das Altpleistozän zurück. Einer der ursprünglichsten Vertreter mit echtem Schaufelgeweih stellt Dama clactoniana aus dem entwickelten Mittelpleistozän dar, als ein weiterer kann Dama geiselana genannt werden.
Die wissenschaftliche Erstbeschreibung von Dama celiae erfolgte im Jahr 2023 durch ein Arbeitsteam um Jan van der Made. Basis dafür bildeten mehrere Geweihfunde aus der Umgebung von Madrid. Der Holotyp besteht aus einer rechten und linken Geweihstange, die sich aus mehreren Einzelobjekten zusammensetzen (Exemplarnummern MAN 73/58/PJ-21, 24, 26, 39). Er stammt aus der Sandgrube von Pedro Jaro 1 im Flusstal des Manzanares. Das Artepitheton ehrt Celia Casado Sarrión.